# Eristalis tibetica
Eristalis tibetica är en tvåvingeart som beskrevs av Violovitsh 1977. Eristalis tibetica ingår i släktet slamflugor, och familjen blomflugor.
Artens utbredningsområde är Tibet. Inga underarter finns listade i Catalogue of Life.